# Hasdrubal Gisco
Pour les articles homonymes, voir Hasdrubal.
Sauf précision contraire, les dates de cet article sont sous-entendues « avant l'ère commune » (AEC), c'est-à-dire « avant Jésus-Christ ».
Hasdrubal Gisco, mort en 202 av. J.-C., est un général carthaginois de la deuxième guerre punique.
Descendant d'Hannibal de Giscon, fils de Giscon, il est envoyé en 215 en Hispanie à la tête d'une armée destinée à soutenir Hasdrubal Barca. En 212, Publius Cornelius Scipio lance une attaque contre lui et Magon Barca. La victoire revient aux Carthaginois et Scipion est tué. Hasdrubal et Magon se hâtent de conduire leurs armées pour faire la jonction avec celle de Hasdrubal Barca et ainsi vaincre l'autre général romain : Cnaeus Cornelius Scipio Calvus.
Lorsque Hasdrubal Barca rejoint son frère Hannibal Barca en Italie, il remplace celui-ci à la tête des armées carthaginoises[réf. nécessaire]. Cependant, Scipion l'Africain, fils de Publius Cornelius Scipio, mène les armées romaines à la conquête de l'Hispanie après la prise de Carthagène. En 206, Hasdrubal et Magon sont vaincus par Scipion à la bataille d'Ilipa. Alors que Magon se réfugie à Gadès, Hasdrubal quitte l'Hispanie pour l'Afrique du Nord. Il arrive chez le roi numide Syphax et tente de le rallier à la cause carthaginoise. Selon Tite-Live, Scipion serait arrivé le même jour chez Syphax et ce dernier n'aurait fait de promesses à aucun des deux. C'est plus tard que Syphax aurait rejoint le camp carthaginois après avoir épousé Sophonisbe, la fille d'Hasdrubal. 
En 204, Scipion débarque en Afrique du Nord. Hasdrubal et Syphax le combattent mais, lors de la bataille des Grandes-Plaines en 203, ils sont finalement défaits.

## Sources
- (fr) Tite-Live, Histoire romaine, livre XXX.
- Appien, Livre VI, Guerres d'Hispanie, chap. III.